# Berkt (Veldhoven)
Berkt is een buurtschap  en een woonwijk behorende tot de gemeente Veldhoven.
Het ligt ingeklemd tussen het dorp Oerle en de wijk Heikant.
De naam Berkt, voor het eerst vermeld in 1294, is gerelateerd aan de daar aanwezige berkenbomen.

Ondanks de oprukkende nieuwbouw vanuit Oerle, zijn er in deze buurtschap nog enkele boerderijen bewaard gebleven. Twee boerderijen zijn aangemerkt als rijksmonument, namelijk de 17e-eeuwse Berkter Hoef en De Leeuwenhof uit de 19e eeuw.